# Edwin Jowsey
Edwin Jowsey (Whitby, 5 mei 1986) is een Brits autocoureur.

## Carrière
Jowsey begon zijn autosportcarrière in 2003 in het British Historic Formula Junior Championship, dat hij met acht raceoverwinningen afsloot als kampioen. In 2004 bleef hij in het kampioenschap rijden en behaalde opnieuw de titel met acht zeges.
In 2005 maakte Jowsey de overstap naar de Formule Palmer Audi, waarin hij deelnam aan zeven van de vijftien races. Hij behaalde één podiumplaats op Spa-Francorchamps en eindigde als achttiende in het kampioenschap met 61 punten. Daarnaast behaalde hij dat jaar twee overwinningen in het BRSCC DACS ARP Formula 3 Championship en won hij de Chichester Cup van de Goodwood Revival.
In 2006 begon Jowsey het jaar in de Formule Renault 3.5 Series, waarin hij voor het team Comtec Racing deelnam aan het eerste raceweekend op het Circuit Zolder. Na dit weekend, waarin hij in de eerste race 23e werd en zich niet kwalificeerde in de tweede race, werd hij vervangen door Jaap van Lagen en kwam de rest van het jaar niet meer in actie tijdens races.
In 2007 stapte Jowsey over naar het Aziatische Formule 3-kampioenschap en werd hier achtste met 28 punten en één podiumplaats. In 2008 stapte hij over naar de Edge Club Formula 3 Series, waarin hij kampioen werd met zeven overwinningen. Daarnaast eindigde hij als derde in de FJHRA/HSCC Miller Oils Historic Formula Junior Championship, eveneens met zeven overwinningen.
In 2009 had Jowsey geen vast racezitje, maar nam wel deel aan het raceweekend op Spa-Francorchamps van de International Formula Master als onderdeel van het IFM Talent Support Program als gastcoureur. Daarnaast reed hij in zes races van het BRSCC F3 Cardinus Championship, waarin hij vijfde werd, en aan twee races van de E-klasse van de FIA Lurani Trophy for Formula Junior Cars. Hierna reed hij niet meer in grote internationale kampioenschappen.